# 団塊スタイル
団塊スタイル（だんかいスタイル）は、NHK教育テレビジョン（Eテレ）が2012年4月6日から2017年3月31日まで放送されたシニア世代向け情報バラエティ番組である。解説放送（ステレオ2）、字幕放送あり。

## 概要
番組では還暦・定年を迎えた団塊の世代の第2の人生へ飛躍するために、様々な生活にまつわる情報や、趣味・仕事・健康などの様々なセカンドライフを送る人たちを取材し、またスタジオではそのテーマに沿った専門家による解説・座談も行う。

## 出演
司会
- 風吹ジュン（情報・バラエティー番組は初司会）
- 国井雅比古（スタート時はNHK放送センター嘱託アナウンサー。現・フリーアナウンサー）

ナレーション
- 内海賢二、宮島史年、石丸博也 、藤田淑子、園部啓一、河本邦弘、近石真介、奥田民義、羽佐間道夫、高村保裕、秀島史香、田中秀幸、緒方賢一、上村典子、バッキー木場 、町田政則 - 交互に担当する。

## 放送日時
- 金曜日 20:00 - 20:45
- 再放送：翌週金曜日 11:00 - 11:45